# Zinsgleitklausel
Zinsgleitklauseln (englisch interest escalation clause) sind Klauseln in Kreditverträgen, die dem Kreditgeber das jederzeitige einseitige Recht einräumen, den Kreditzins mit sofortiger Rechtswirkung zu senken oder zu erhöhen. Auch bei Sparverträgen können Zinsgleitklauseln angewandt werden.

## Allgemeines
Die seit Januar 1937 in Deutschland bestehende staatliche Zinsreglementierung endete durch Aufhebung der Zinsverordnung im April 1967. Diese schrieb im „Sollzinsabkommen“ Höchstzinssätze vor, die durch die Kreditinstitute im Kreditgeschäft nicht überschritten und im „Habenzinsabkommen“ beim Einlagengeschäft maximal vergütet, aber auch unterschritten werden durften. Sollzinsen und Habenzinsen blieben dadurch sehr stabil, Anpassungsbedarf bestand nicht. Nach Freigabe der Zinsen im April 1967 konnten sich Soll- und Habenzinsen frei der Marktentwicklung anpassen, wodurch jedoch die Marktrisiken und insbesondere die Zinsänderungsrisiken für die Marktteilnehmer entstanden. Die Freigabe aller Zinsen war die Ursache für die Einführung von Zinsänderungsvereinbarungen in Kredit- und Sparverträgen. Die Kreditinstitute verfolgten hiermit das rechtlich anerkannte Ziel, Zinsänderungen auf den Geld- oder Kapitalmärkten an ihre Kunden weiterzugeben, ohne dass es einer Vertragsänderung bedarf. Auch die Bankkunden haben ein Interesse daran, dass sie bei ihren Krediten in den Genuss sinkender Kreditzinsen und bei Geldanlagen steigender Habenzinsen kommen.

## Arten
Bankrechtlich wird allgemein zwischen Zinsgleitklauseln und Zinsanpassungsklauseln (Zinsänderungsklauseln) unterschieden. Zinsgleitklauseln stellen eine Kopplung des Zinssatzes an eine vertraglich vereinbarte Bezugsgröße dar. Der Zinssatz für den Kreditnehmer ändert sich nur, wenn sich die zugrunde liegende Bezugsgröße geändert hat. Zinsanpassungsklauseln hingegen räumen den Kreditinstituten einen Ermessensspielraum ein, weil sie den Zinssatz nach billigem Ermessen einseitig anpassen dürfen. Der Zinssatz für den Kreditnehmer ändert sich hierbei, sobald sich eine Bank aufgrund veränderter Refinanzierungskosten für eine Anpassung des Kreditzinses entscheidet. Während also bei Zinsgleitklauseln die – von Kreditinstituten nicht beeinflussbare – Bezugsgröße die Zinsänderung auslöst, liegt bei Zinsanpassungsklauseln die Entscheidung für eine Zinsanpassung bei den Kreditinstituten und ist deshalb mit keiner Automatik verbunden. Außerdem verändert sich bei Zinsgleitklauseln der Kreditzins proportional zur Bezugsgröße, was bei Zinsanpassungsklauseln nicht der Fall sein muss.
Zinsgleitklauseln haben seit dem BGH-Urteil vom März 1986 bankrechtlich an Bedeutung gewonnen. Danach müssen derartige Klauseln als Instrument der Anpassung wegen unsicherer Verhältnisse am Geld- oder Kapitalmarkt notwendig sein und den Anlass ihrer Entstehung und die Grenzen ihrer Ausübung konkret angeben. Diese Grundsätze gelten nicht nur für Unternehmensfinanzierungen, sondern auch für Verbraucher.

## Marktbedingte Zinsanpassung
Es handelt sich um ein vertraglich begründetes, einseitiges Leistungsbestimmungsrecht des Kreditgebers im Sinne des § 315 BGB, dem eine Anpassung des Kreditzinses wegen marktbedingter Änderungen zugrunde liegt. Der BGH hat diese Vertragspraxis nicht beanstandet. Danach sind Kreditinstitute bei steigendem Zinsniveau berechtigt, den Zins zu erhöhen, aber auch bei sinkenden Zinsen verpflichtet, ihn zu senken. Derartige Zinsgleitklauseln räumen den Kreditgebern die alleinige Befugnis ein, die Höhe des Zinssatzes zu bestimmen (Zinsvorbehalt). Dem Urteil liegt eine Anpassung des Kreditzinses an veränderte Refinanzierungsbedingungen zugrunde. Als Bezugsgröße dienen Referenzzinsätze, die in Kreditverträgen festzulegen sind, die individuelle Vertragsgestaltung berücksichtigen und in öffentlichen Medien zugänglich sind. Als Referenzzinssatz kommen der Basiszinssatz nach § 247 BGB, LIBOR, EURIBOR oder EONIA in Frage. Außerdem bietet sich die Zeitreihen-Datenbank der Deutschen Bundesbank an. Ändern sich diese Referenzzinsätze, so führt dies automatisch – auch ohne Mitteilung an den Kreditnehmer – zu einer entsprechenden Änderung des Kreditzinses.
Dem Zins ist im Zusammenhang mit einem Darlehensvertrag (§ 488 Abs. 1 BGB) eine definitorische Untergrenze bei 0 % immanent, bei deren Erreichen die Pflicht des Darlehensnehmers zur Zinszahlung entfällt. Bei einer Zinsgleitklausel kann der Zins deshalb nicht negativ, der Zins-Schuldner also nicht zum Zins-Gläubiger werden. Es bedarf keiner ausdrücklichen Vereinbarung, um bei einem Absinken des Referenzzinssatzes einschließlich des Zinsaufschlags unter null eine Verpflichtung des Darlehensgebers zur Zahlung von nominal negativen „Zinsen“ an den Darlehensnehmer auszuschließen oder zu begrenzen. Ob diese Rechtsprechung auch bei Bankeinlagen gilt und ob von Banken verlangte Negativzinsen an den Kunden zurückzuzahlen sind, ist damit noch nicht entschieden.

## Bonitätsbedingte Zinsanpassung
Nicht nur Marktentwicklungen können ein Interesse der Kreditwirtschaft an Zinsveränderungen auslösen. Auch Bonitätsveränderungen beim Kreditnehmer können einen Anlass für Zinsanpassungen bieten, denn der Kreditzins ist auch eine Risikoprämie für das Kreditrisiko. Die veränderte Ausfallwahrscheinlichkeit, die sich in einem verschlechterten Rating widerspiegelt, kann einen sachlichen Grund für eine Zinsanpassung darstellen. Das Rating ist dabei die Bezugsgröße, an der sich Zinsanpassungen orientieren. Auch hier müssen bonitätsbedingte Zinsanpassungen in beide Richtungen möglich sein, so dass ein verschlechtertes Rating zu einer Zinserhöhung und eine verbesserte Bonität zu einer Zinssenkung führen. Dabei kommen für Zinsänderungsklauseln lediglich externe Ratings von Ratingagenturen in Betracht, weil die Kreditinstitute auf deren Ratingveränderungen keinen Einfluss haben. Bei bankinternen Ratings besitzen sie hingegen einen eigenen Beurteilungsspielraum, weil diese Ratings vom Willen des Kreditgebers abhängig sind.
Im Zuge der Einführung von Basel II (in Deutschland weitgehend seit 2007 durch die Solvabilitätsverordnung (SolvV) umgesetzt) und Basel III (seit 2014 EU-weit durch die Kapitaladäquanzverordnung (englische Abkürzung CRR) umgesetzt) haben Ratings hohe Bedeutung erlangt; entsprechend muss das von ihnen repräsentierte Kreditrisiko auch im Kreditzins angemessen zum Ausdruck kommen. Das Rating beeinflusst bei Kreditinstituten das Risikogewicht und damit die Höhe der Unterlegung eines Kredits mit Eigenmitteln. Die Fachliteratur fordert deshalb, dass die ursprünglich lediglich refinanzierungsorientierte Zinsanpassungsklausel deshalb durch eine bonitätsorientierte zu ergänzen sei. Diese Art der Zinsänderungsklauseln ist von der Rechtsprechung ebenfalls anerkannt. Der mit der Veränderung eines individuellen Ausfallrisikos verbundene Wechsel in eine andere Ratingklasse („Ratingmigration“) stellt einen sachlichen Grund für eine Zinsänderung dar. Im internationalen Kreditverkehr sind derartige Zinsanpassungen – etwa im Rahmen von Margengittern (englisch margin grids) – ebenfalls anerkannt.